# Disturbios en Hong Kong de 1956
Los disturbios en Hong Kong de 1956, también conocidas como disturbios del Doble Diez, fueron el resultado de la escalada de provocaciones entre el campamento pro-ROC y los comunistas locales en Hong Kong durante el Día del Doble Diez, el 10 de octubre de 1956.
La mayor parte de la violencia tuvo lugar en la ciudad de Tsuen Wan, a cinco millas del centro de Kowloon. Una turba irrumpió y saqueó una clínica y un centro de asistencia social, matando a cuatro personas.
Las protestas se extendieron a otras partes de Kowloon, incluso a lo largo de Calle Nathan. El 11 de octubre, parte de la mafia comenzó a atacar a los extranjeros. Los manifestantes en Kowloon volcaron un taxi que transportaba al vicecónsul suizo Fritz Ernst y su esposa. Los manifestantes rociaron la cabina con gasolina y le prendieron fuego, lo que resultó en la muerte del conductor y la Sra. Ernst, quien sucumbió a sus heridas dos días después.
Para sofocar las protestas, el secretario colonial Edgeworth B. David ordenó mano de obra adicional de las Fuerzas Británicas de Hong Kong, incluidas las tropas blindadas del Séptimo Húsares, para reforzar la Policía de Hong Kong y dispersar a los alborotadores. En total, hubo 59 muertos y aproximadamente 500 heridos. Los daños a la propiedad se estimaron en US $ 1 000 000.